# Noyant-d’Allier
Noyant-d’Allier ist eine französische Gemeinde mit 599 Einwohnern (Stand: 1. Januar 2022) im Département Allier in der Region Auvergne-Rhône-Alpes (vor 2016 Auvergne). Sie gehört zum Kanton Souvigny und zum Arrondissement Moulins.

## Geografie
Noyant-d’Allier liegt im Norden der Auvergne in der historischen Provinz Bourbonnais, etwa 19 Kilometer südwestlich vom Stadtzentrum von Moulins. Umgeben wird Noyant-d’Allier von den Nachbargemeinden Meillers im Norden, Souvigny im Osten und Nordosten, Cressanges im Süden und Südosten, Châtillon im Süden, Tronget im Südwesten sowie Gipcy im Westen und Nordwesten.

## Bergwerke
Die Puits Darcy und Puits Central waren zwei Steinkohlebergwerke in Noyant-d’Allier. Der erste Schacht wurde im September 1899 abgeteuft, der zweite ein Jahr später. Um 1920 wurde der Bergbau im Schacht Darcy eingestellt und nur noch der Schacht Central betrieben.
Entlang der Vizinalstraße Nr. 26 von Courtioux nach La Brosse verlief eine stellenweise mehrgleisige Decauville-Bahn mit einer Spurweite von 600 mm. Sie führte von den Schächten zu den Sieb- und Verladeanlagen in Les Gaudions und von dort zu den Abraumhalden.
Der Schacht Central wurde 1917 eröffnet und im Dezember 1943 geschlossen. Eugène Freyssinet errichtete in den frühen 1920er Jahren moderne Industriegebäude am Schacht Central. Die beiden Gebäudekomplexe waren durch einen Steg verbunden, auf dem die Gruben-Hunte fuhren. Die über die Feldbahn belieferte Siebanlage des Schachts Darcy wurde zwischen 1946 und 1954 abgerissen. Die noch erhaltenen Gebäude wurden 1988 unter Denkmalschutz gestellt und sind seit 2002 Teil des Musée Jean le Mineur. Auf den 1,8 km langen Schmalspurbahngleisen wird eine Museumsbahn betrieben.

## Bevölkerungsentwicklung
| Jahr                       | 1962 | 1968 | 1975 | 1982 | 1990 | 1999 | 2006 | 2011 | 2016 | 2019 |
| -------------------------- | ---- | ---- | ---- | ---- | ---- | ---- | ---- | ---- | ---- | ---- |
| Einwohner                  | 1947 | 1733 | 1337 | 1091 | 921  | 820  | 721  | 787  | 653  | 603  |
| Quellen: Cassini und INSEE |      |      |      |      |      |      |      |      |      |      |

## Sehenswürdigkeiten
Siehe auch: Liste der Monuments historiques in Noyant-d’Allier
- Kirche Saint-Martin aus dem 19. Jahrhundert
- Industrie- und Bergwerksmuseum
- Schloss
- Buddhistische Pagode

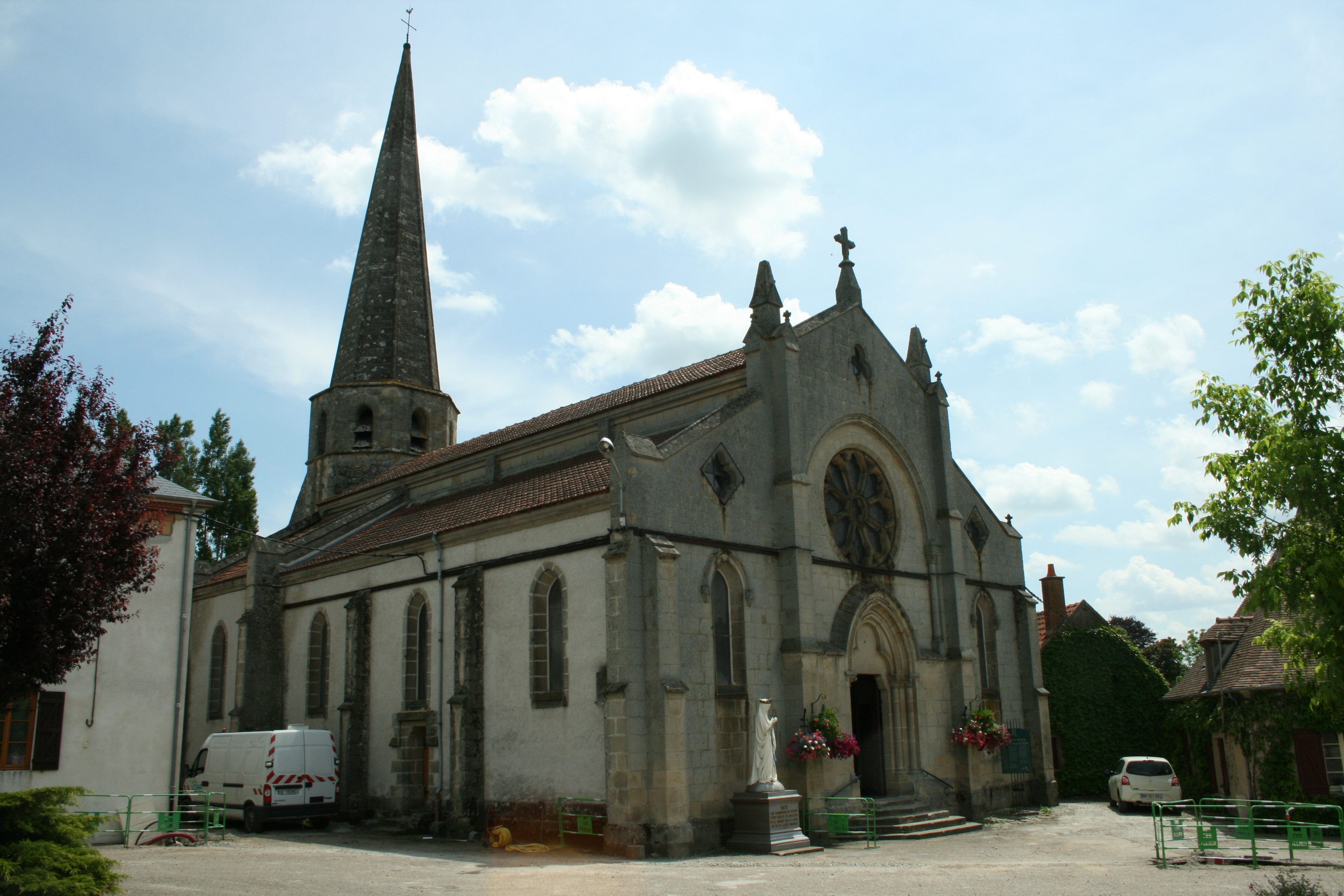
Kirche Saint-Martin
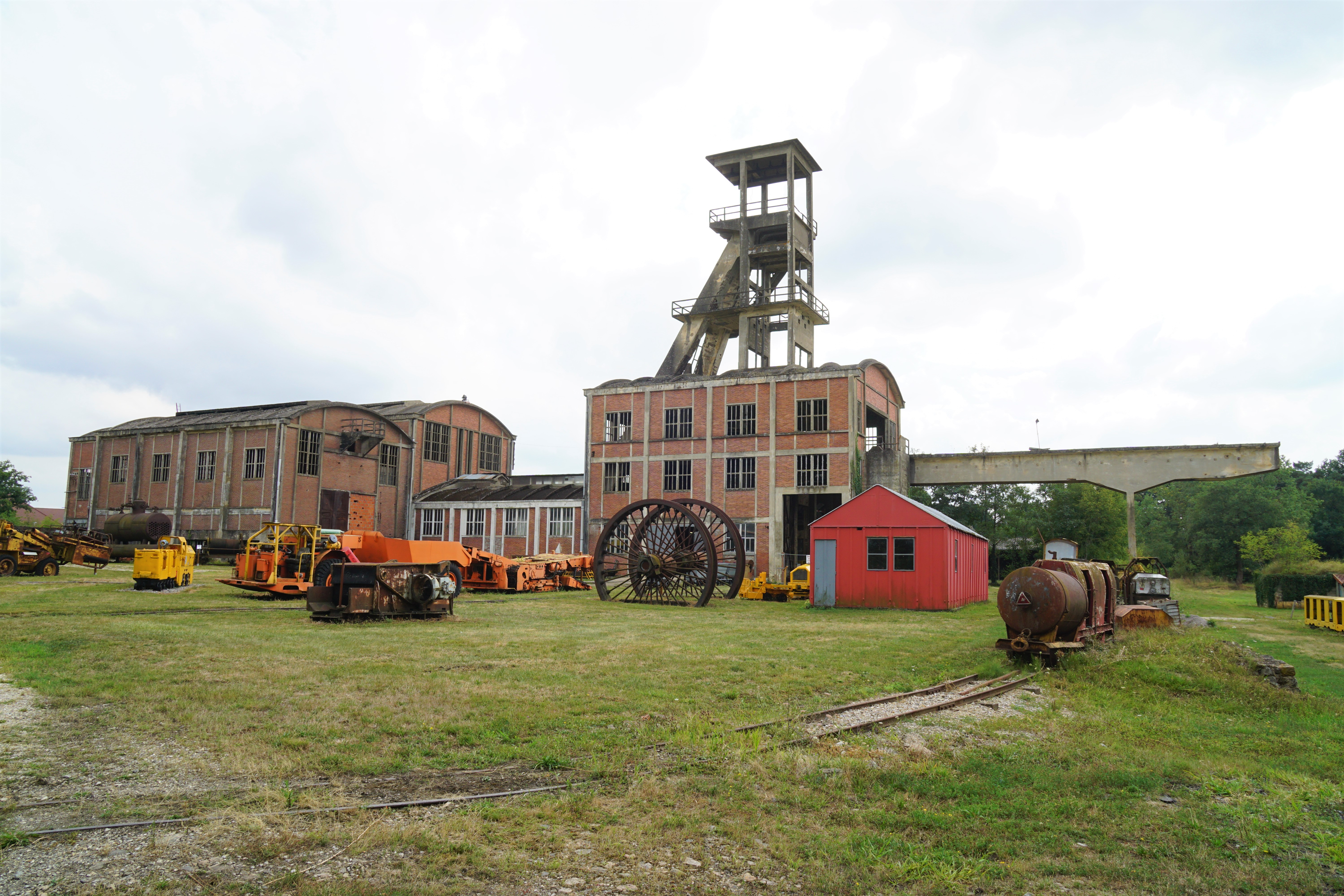
Bergwerksmuseum

## Persönlichkeiten
- Richard Tylinski (* 1937), Fußballspieler